# Unione Sportiva Foggia 1951-1952
Questa voce raccoglie le informazioni riguardanti l'Unione Sportiva Foggia nelle competizioni ufficiali della stagione 1951-1952.

## Rosa
| N. |                   | Ruolo | Calciatore           |
| -- | ----------------- | ----- | -------------------- |
|    | Italia (bandiera) | A     | Antonio Aiello       |
|    | Italia (bandiera) | D     | Glauco Buttazzoni    |
|    | Italia (bandiera) | A     | Enrico Candiani      |
|    | Italia (bandiera) | C     | Guido Citarelli      |
|    | Italia (bandiera) | A     | Marino Di Fonte      |
|    | Italia (bandiera) | C     | Giovanni Di Pasquale |
|    | Italia (bandiera) | A     | Berardo Lanciaprima  |

| N. |                   | Ruolo | Calciatore         |
| -- | ----------------- | ----- | ------------------ |
|    | Italia (bandiera) | D     | Giorgio Lazzeri    |
|    | Italia (bandiera) | C     | Arnaldo Leonzio    |
|    | Italia (bandiera) | A     | Virgilio Nicoli    |
|    | Italia (bandiera) | D     | Carlo Pischianz    |
|    | Italia (bandiera) | C     | Giuseppe Pozzo     |
|    | Italia (bandiera) | A     | Nerone Reddi       |
|    | Italia (bandiera) | P     | Agostino Scaglioni |